# АМИС
Система информационного обеспечения рынков сельскохозяйственной продукции (АМИС) (англ. Agricultural Market Information System, AMIS) — межведомственная платформа (созданная по инициативе Министров сельского хозяйства стран «Большой двадцатки») по повышению прозрачности информации о рынках продовольственных товаров и улучшению координации политических мер в кризисных ситуациях. В её состав входят основные страны-производители и страны-потребители продовольственных товаров, освещаемых системой АМИС: пшеницы, кукурузы, риса и сои. АМИС управляется совместным Секретариатом, расположенным в ФАО, но поддерживается девятью международными организациями (ФАО, МФСР (IFAD), ОЭСР (OECD), ЮНКТАД, ВПП (WFP), Всемирный банк, ВТО, ИФПРИ (IFPRI) и [ ЦГВУ ООН]), способными на постоянной основе собирать, анализировать и распространять информацию, относящуюся к текущей и будущей конъюнктуре продовольственных рынков и продовольственной политике. [ Международный совет по зерну] (МСЗ) является наблюдателем, сотрудничающим с АМИС в области информации о рынках. Инициатива глобального мониторинга сельского хозяйства Группы наблюдения за Землей (GEO-GLAM) помогает АМИС в улучшении прогнозов производства сельскохозяйственных культур.

## История
Недавние резкие колебания и скачки мировых цен на основные продовольственные сырьевые товары выявили ряд слабых мест в системах рыночной информации и в координации действий и ответных политических мер. К числу таких слабых мест относились отсутствие достоверной и актуальной информации по производству и использованию сельскохозяйственных культур, запасах и наличии продукции для экспорта. Новый скачок цен на продовольствие в 2010 году помог включить глобальную продовольственную безопасность в число девяти ключевых направлений Многолетнего плана действий по развитию, утверждённого Сеульским саммитом «Группы двадцати» в ноябре 2010 года. Результатом стал подготовленный соответствующими международными организациями доклад по путям управления волатильностью цен и смягчения её последствий. Доклад включал десять рекомендаций, одной из которых был призыв к созданию АМИС. Предложение было поддержано министрами сельского хозяйства стран, входящих в «Группу двадцати», и в сентябре 2011 года АМИС была официально представлена в Риме.
К декабрю 2011 года начал функционировать веб-сайт АМИС. Сайт ([www.amis-outlook.org]) является основной площадкой, с помощью которой деятельность АМИС и её результаты будут доступны общественности. Сайт состоит из четырёх основных разделов: «Мониторинг рынков», «Анализ», «Статистика» и «Наращивание потенциала». В соответствии с политикой прозрачности, новый сайт, в качестве общественного достояния, является бесплатным и открытым для широкой общественности. В статистическом разделе сайта можно ознакомиться с выборкой данных по спросу и предложению четырёх сырьевых товаров по странам.

## Основные результаты и направления работы
- Портал статистических данных АМИС, позволяющий получить самую последнюю информацию о производстве, потреблении, торговле и запасах сельскохозяйственных культур АМИС.
- Ежемесячный доклад АМИС (AMIS Market Monitor) о состоянии и мирового рынка сельскохозяйственной продукции и перспективах в отношении сельскохозяйственных культур АМИС.
- Исследования и аналитическая работа, направленные на восполнение пробелов в знаниях по актуальным вопросам, влияющим на состояние международных рынков сельскохозяйственной продукции.
- Развитие потенциала для поддержки статистических систем в странах-участницах АМИС и содействия использованию усовершенствованных методов сбора данных и прогнозирования.
- Рыночные и политические индикаторы для тщательного мониторинга изменений на рынках продовольственной продукции и выявления критических ситуаций, требующих политического вмешательства.
- Проведение информационно-разъяснительной работы и диалога по вопросам политики для эффективного информирования международного сообщества об основных изменениях на продовольственных рынках.

## Цели
- Повышение качества информации о сельскохозяйственных рынках, анализа и прогнозов краткосрочного спроса и предложения на национальном и международном уровнях.
- Сбор и анализ информации о политических мерах, влияющих на мировые рынки сырьевых товаров, а также содействие ведению международного диалога о мерах политики и их координации.
- Сообщение о критических ситуациях на международных рынках продовольствия, включая структурные недочеты, и укрепление глобального потенциала раннего оповещения о подобных тенденциях.
- Создание в странах-участницах потенциала по сбору данных путём применения передовой практики и усовершенствованных методов, проведения обучения для национальных заинтересованных сторон и содействия обмену полученным опытом среди стран-участниц.

## Страны-участники
Участники АМИС являются страны Большой двадцатки плюс Испания и семь дополнительных крупных стран-экспортеров и импортеров четырёх культур, освещаемых системой АМИС: пшеницы, кукурузы, риса и сои. К этим странам относятся: Египет, Казахстан, Нигерия, Филиппины, Таиланд, Украина и Вьетнам. Членами Большой двадцатки являются Аргентина, Австралия, Бразилия, Канада, Китай, Европейский Союз, Франция, Германия, Индия, Индонезия, Италия, Корея, Япония, Мексика, Россия, Саудовская Аравия, Южная Африка, Турция, Великобритания и Соединенные Штаты.

## Структура
В состав АМИС входят три основных органа:
- Группа по информации о глобальных продовольственных рынках предоставляет информацию о рынках и

мерах политики, а также проводит её оценку. В её состав входят технические представители стран-участниц, встречающиеся два раза в год.
- Форум оперативного реагирования содействует своевременному обсуждению официальными

лицами, ответственными за принятие решений, возникающих на международных продовольственных рынках критических ситуаций и способствует координированию политических мер. Состоит из высокопоставленных должностных лиц стран-участниц, встречающихся один
раз в год, а также в случаях, когда рыночная ситуация требует принятия политических мер на международном уровне.
- Секретариат выпускает краткосрочные рыночные прогнозы, оценки и анализы, а также оказывает содействие в осуществлении всех функций Форума и Информационной группы. Управление Секретариатом осуществляет Руководящий комитет, в состав которого входит по одному представителю от каждой из десяти организаций-членов АМИС, а именно: Всемирного банка, ВТО, ИФПРИ, МПП, МСЗ, МФСР, ОЭСР, ФАО, ЦГВУ ООН и ЮНКТАД.